# Jacky Munaron
Jacques Munaron (Namur, 8 settembre 1956) è un allenatore di calcio ed ex calciatore belga, di ruolo portiere.

## Carriera

### Calciatore

#### Club
Arriva all'Anderlecht nel 1974 appena diciottenne, ma rimane una riserva fino alla fine del decennio in quanto è chiuso prima da Jan Ruiter, poi da Nico de Bree. In questo periodo vince comunque due Coppe del Belgio, più altrettante Coppe delle Coppe e Supercoppe UEFA.
Nel 1980 diventa titolare dei bianco-malva, conquistando da protagonista quattro titoli belgi, altre due Coppe e Supercoppe del Belgio, più la Coppa UEFA 1982-1983. Gioca inoltre le finali anche nell'edizione successiva, e, dopo aver eliminato anche la Juventus negli ottavi, le semifinali nella Coppa dei Campioni 1981-1982. Riguardo alla doppia sfida coi bianconeri viene però anche ricordato per aver procurato un serio infortunio al ginocchio sinistro di Roberto Bettega come conseguenza di uno scontro di gioco avvenuto nella gara di ritorno giocata a Torino.
Diventato secondo di Filip De Wilde, nel 1989 si trasferisce prima al RFC Liegi come titolare, poi allo Standard Liegi come vice, conquistando un'altra Coppa con ciascuna squadra e ritirandosi nel 1994.

#### Nazionale
Scende in campo per otto volte con la maglia dei Diavoli Rossi, tra il 1982 e il 1986. Fa parte delle rose che prendono parte alle manifestazioni internazionali di questo periodo, il campionato del mondo 1982, venendo schierato nella partita persa 1-0 contro l'Unione Sovietica e valevole per la seconda fase, e quello del 1986, concluso al quarto posto; viene convocato anche per l'Europeo del 1984.

### Allenatore
Dopo il ritiro ha ricoperto a lungo il ruolo di allenatore dei portieri.

## Statistiche

### Cronologia presenze e reti in nazionale
| Cronologia completa delle presenze e delle reti in nazionale ― Belgio | Cronologia completa delle presenze e delle reti in nazionale ― Belgio | Cronologia completa delle presenze e delle reti in nazionale ― Belgio | Cronologia completa delle presenze e delle reti in nazionale ― Belgio | Cronologia completa delle presenze e delle reti in nazionale ― Belgio | Cronologia completa delle presenze e delle reti in nazionale ― Belgio | Cronologia completa delle presenze e delle reti in nazionale ― Belgio | Cronologia completa delle presenze e delle reti in nazionale ― Belgio |
| Data                                                                  | Città                                                                 | In casa                                                               | Risultato                                                             | Ospiti                                                                | Competizione                                                          | Reti                                                                  | Note                                                                  |
| --------------------------------------------------------------------- | --------------------------------------------------------------------- | --------------------------------------------------------------------- | --------------------------------------------------------------------- | --------------------------------------------------------------------- | --------------------------------------------------------------------- | --------------------------------------------------------------------- | --------------------------------------------------------------------- |
| 1-7-1982                                                              | Barcellona                                                            | Belgio                                                                | 0 – 1                                                                 | Unione Sovietica                                                      | Mondiali 1982                                                         | -1                                                                    |                                                                       |
| 30-3-1983                                                             | Lipsia                                                                | Germania Est                                                          | 1 – 2                                                                 | Belgio                                                                | Qual. Euro 1984                                                       | -1                                                                    |                                                                       |
| 31-5-1983                                                             | Lussemburgo                                                           | Belgio                                                                | 1 – 1                                                                 | Francia                                                               | Amichevole                                                            | -1                                                                    | [ 2 ]                                                                 |
| 5-9-1984                                                              | Bruxelles                                                             | Belgio                                                                | 0 – 2                                                                 | Argentina                                                             | Amichevole                                                            | -2                                                                    |                                                                       |
| 17-10-1984                                                            | Bruxelles                                                             | Belgio                                                                | 3 – 1                                                                 | Albania                                                               | Qual. Mondiali 1986                                                   | -1                                                                    |                                                                       |
| 1-5-1985                                                              | Bruxelles                                                             | Belgio                                                                | 2 – 0                                                                 | Polonia                                                               | Qual. Mondiali 1986                                                   | -                                                                     |                                                                       |
| 19-2-1986                                                             | Elche                                                                 | Spagna                                                                | 3 – 0                                                                 | Belgio                                                                | Amichevole                                                            | -3                                                                    |                                                                       |
| 14-10-1986                                                            | Lussemburgo                                                           | Lussemburgo                                                           | 0 – 6                                                                 | Belgio                                                                | Qual. Euro 1988                                                       | -                                                                     |                                                                       |
| Totale                                                                |                                                                       | Presenze                                                              | 8                                                                     |                                                                       | Reti                                                                  | -9                                                                    |                                                                       |

## Palmarès

### Club

#### Competizioni Nazionali
- Campionato belga: 4

Anderlecht: 1980-1981, 1984-1985, 1985-1986, 1986-1987
- Coppa del Belgio: 6

Anderlecht: 1974-1975, 1975-76, 1987-88, 1988-89
Liegi: 1989-1990
Standard Liegi : 1992-1993
- Supercoppa belga: 2

Anderlecht: 1985, 1987

#### Competizioni Internazionali
- Coppa UEFA: 1

Anderlecht: 1982-1983
- Coppa delle Coppe: 2

Anderlecht:1975-1976, 1977-1978
- Supercoppa UEFA: 2

Anderlecht:1976, 1978